# Pietà di San Remigio

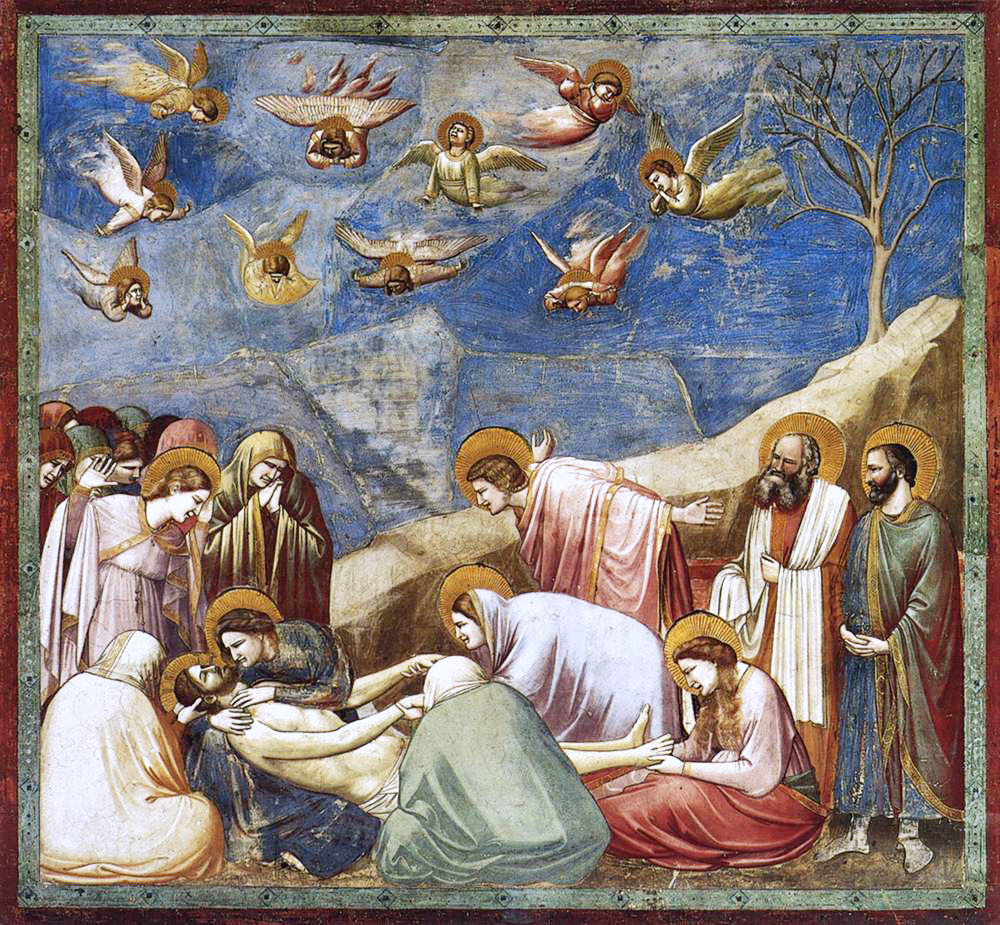
Compianto, Giotto, Cappella degli Scrovegni, Padova

La Pietà di San Remigio è un'opera di Giottino (tempera su tavola 195x134 cm) databile al 1360-1365 circa e conservata nella Galleria degli Uffizi a Firenze. Fin dall'epoca di Giorgio Vasari (Le Vite, 1550) è considerata una delle migliori opere della pittura fiorentina della seconda metà del Trecento.

## Storia
La pala si trovava sull'altare o sul tramezzo della chiesa di San Remigio a Firenze. Nel 1851 venne trasferita agli Uffizi, dove è sempre rimasta, a parte la parentesi del 1940-1945 quando venne trasferita per precauzione nei rifugi bellici della villa di Poggio a Caiano e del Castello di Poppi.
Vasari la vide e l'attribuì erroneamente a Maso di Banco. Un importante contributo alla chiarificazione tra Maso, Giottino e suo padre Stefano Fiorentino spetta a Roberto Longhi, che rilevò il carattere "nordico" della pittura di Giottino.

## Descrizione e stile
L'opera riprende lo schema del Compianto del Cristo morto di Giotto nella Cappella degli Scrovegni (la posizione di Cristo e di alcuni personaggi è ribaltata specularmente), aggiornata a una nuova, intensa espressività dolente dei personaggi. In un abbacinate fondo oro su preparazione rossa, che annulla lo spazio ma esalta il senso spirituale della scena, si trova la Croce di Cristo con il cartiglio YNRI, che occupa solitaria tutta la parte superiore e la cuspide. Al centro e in basso si trovano le figure raccolte attorno al Cristo morto, ciascuna con una diversa reazione emotiva puntualmente indagata: l'espressivo pianto della Maddalena, la costernazione di San Giovanni con le mani giunte, la preoccupazione del personaggio in piedi sulla destra.
I personaggi riacquistano così l'umanità dei sentimenti, anticipando gli sviluppi futuri dell'umanesimo, che ridiedero valore all'individuo. Come in Giotto, le figure si dispongono su più piani, evitando gli schematismi e carcando una tridimensionalità, che però in questo caso non raggiunge gli esiti del maestro, anche per via dell'astratto fondo oro.
Inedita à la presenza dei committenti dentro la scena, sulla sinistra: la giovane donna e la monaca inginocchiate che ricevono la protezione (efficacemente rappresentata dalla mano sul capo) da parte di san Remigio, patrono della chiesa, e san Benedetto, patrono dei benedettini ai quali sicuramente doveva appartenere la religiosa; essi assistono alla scena con attenzione e muta partecipazione. La figura della donna è dipinta con estrema cura dei dettagli, abbigliata con un ricco abito nero, che è ornato da un bordo ricamato sullo scollo e stretto da una cintura di placche smaltate, che le cade morbidamente sui fianchi. In questa cura minuziosa Giottino si allontana dalle masse compatte e sintetiche della pittura del maestro, incamminandosi piuttosto verso quelli che saranno gli sviluppi del gotico internazionale: forse ciò è dovuto a un'influenza lombarda.
La tecnica usata si basa su colori delicatamente sfumati e luce limpida, che ricorda la maniera di Maso di Banco negli affreschi coevi della Cappella Bardi di Vernio in Santa Croce.